# Rudolf von Ihering
Rudolf von Ihering (Aurich, 22 de agosto de 1818 — Gotinga, 17 de setembro de 1892) foi um jurista alemão. Ocupa ao lado de Friedrich Karl von Savigny lugar ímpar na história do direito alemão, tendo sua obra grandemente influenciado a cultura jurídica em todo o mundo ocidental.

## Biografia
Ihering nasceu numa família de juristas, tendo iniciado os seus estudos do direito em 1836, na famosa Universidade de Heidelberg, a mais antiga da Alemanha, e, de acordo com o hábito da época, estudado como visitante nas universidades de Göttingen, Munique e, depois, em Berlim, doutorando-se em 1843. Destacou-se entre os colegas. Já no curso jurídico, adquiriu tal renome que foi convidado para ser preceptor em Basileia, Suíça, onde permaneceu por três anos. Em 1849, passa a lecionar em Kiel, depois muda-se para Giessen, em 1852, onde escreve seu principal trabalho sobre direito romano. Entre 1862 e 1872, torna-se professor dessa matéria em Viena, tendo sido agraciado com um título de nobreza.[carece de fontes?]
Neste último ano, retorna a Gotinga, onde lecionaria e escreveria até a sua morte, em 1892.
São seus descendentes Hermann von Ihering (filho) e Rodolpho von Ihering (neto).

## Pensamento
Conhece a escritora e feminista Auguste von Littrow, falecida em 1889, a quem dedicou a primeira edição do célebre opúsculo “A Luta pelo Direito” (em alemão: "Der Kampf ums Recht"). Que foi reeditado 12 vezes em dois anos e foi traduzida em 26 línguas, incluindo o português.
Diz-se aí sobre o direito:
"A vida do direito é uma luta – uma luta dos povos, do poder estatal, das classes e dos indivíduos. De facto, o direito só tem significado como expressão de conflitos, representando os esforços da humanidade para se domesticar. Infelizmente, porém, o direito tem tentado combater a violência e a injustiça com meios que, num mundo racional, seriam tidos por estranhos e desgraçados. É que o direito nunca tentou verdadeiramente resolver os conflitos da sociedade, mas apenas aliviá-los, pois promulga regras segundo as quais esses conflitos devem ser travados até ao fim."

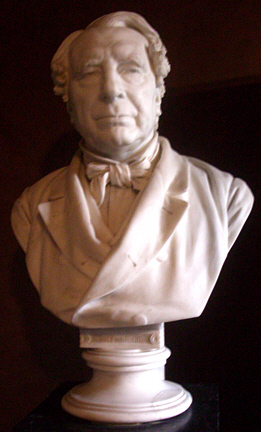
Rudolf von Jhering, busto por Carl Ferdinand Hartzer, 1888. Localiza-se atualmente no Salão Nobre da Faculdade de Direito da USP, no Largo de São Francisco.

Em Viena, ao mesmo tempo em que lecionava continuava a redigir o livro “O Espírito do Direito Romano nas Diversas Fases de sua Evolução” (1852/1865) revelando o direito no costume, que, depois se consagra na lei escrita. Obra em que sua maior parte, fora escrita em Giessen (1852) e que concluída, teve decisiva influência no Direito Privado de todos os países da Europa.
Influiu, ainda profundamente, na “Escola de Jurisprudência dos conceitos”, fundada por Georg Friedrich Puchta, em 1837, dedicada principalmente a consertar e traçar os parâmetros lógicos e sistemáticos da Ciência do Direito, o que provocou um choque com os adeptos da “Escola Historicista”, criada por Savigny. Ihering era um representante de um Positivismo Imperialista, contra o qual Savigny lutava.
Em 1804 foi publicado o Código Civil Francês sendo que este teve marcante influência sobre Ihering, muitos anos mais tarde.
Ihering exerceu influencia decisiva sobre os juristas de épocas posteriores. De cunho eminentemente dogmático a repercussão da “Escola Conceitualista”, de vocação dogmática, se fez sentir também sobre o pensamento do notável jurista Hans Kelsen, como se observa pela leitura de sua clássica obra Teoria Pura do Direito (1881/1883).
Posteriormente Ihering preparou sua obra definitiva. “A Finalidade do Direito” (1877/1883), quando já estava vivendo em Gotinga, para onde se transferira em 1872, (e onde permaneceu até a sua morte, em 1892), que consolida o seu pensamento e o consagra como uma das maiores expressões da ciência jurídica do século XIX.

## Influência
Ihering exerceu influência internacional, inclusive no Brasil, onde a chamada "Escola do Recife" adotou várias teses da sua filosofia do direito.
Foi a partir dessa duas obras que evoluiu na crítica teórica ao dogmatismo da "Escola da Jurisprudência dos conceitos", a que se vinculara, e, ao mesmo tempo, definiu as linha básicas do seu pensamento:
"a verdade jurídica conceitual é relativa e o direito é a manifestação do desejo do poder e do interesse do particular."
Dessa forma embora não tenha sido essa a intenção de Ihering, a suas postulações são o núcleo das modernas teorias sobre o direito subjetivo, não só como exercício jurídico da liberdade mas como expectativa do interesse privado.
Para Ihering, o Direito é uma consecução de fins (visão finalista); é algo que se forja no perene trabalho do Direito, sendo por essa razão o "conjunto das condições de vida da sociedade asseguradas pelo Poder Estatal por meio de coação externa" estando por essa razão intimamente ligado ao Estado.

## Obras
- Der Geist des römischen Rechts auf den verschiedenen Stufen seiner Entwicklung, 4 Vol. 1852-1865
- Der Kampf ums Recht (A Luta pelo Direito), Palestra, Viena 1872
- Der Zweck im Recht (A finalidade do Direito), 2 Vol., 1877-1883
- Scherz und Ernst in der Jurisprudenz, Leipzig 1884
- Der Besitzwille, 1889
- Das Trinkgeld, Braunschweig 1882
- Culpa in contrahendo oder Schadensersatz bei nichtigen oder nicht zur Perfection gelangten Verträgen, em: Gesammelte Aufsätze aus den Jahrbüchern für die Dogmatik des heutigen römischen und deutschen Privatrechts, Vol. 1, Jena 1881, S. 327 ff.
- Ueber den Grund des Besitzesschutzes, 2. ed., Jena 1869